# 엘손 베세라
엘손 에벨리오 베세라 바카(스페인어: Elson Evelio Becerra Vaca, 1978년 4월 26일 ~ 2006년 1월 8일)는 콜롬비아의 전 축구 공격수였다.
1995년 17세의 나이로 콜롬비아의 데포르테스 톨리마에서 데뷔했으며, 팀이 2부 리그로 승격하는 것을 도왔다. 이후 2001년 후니오르로 이적해 활약하였고, 2003년 아메리카 데 칼리로 팀을 옮겼다. 이후 2003년부터 2006년까지 UAE 1부 리그의 알 자지라 클럽 소속으로 뛰었다.
또한 2000년 콜롬비아 축구 국가대표팀에 정식으로 데뷔한 뒤, 총 14경기에 출전했으며, 팀이 2001년 코파 아메리카에서 우승을 차지하는 데 기여했다.
2006년 1월 8일 카르타헤나의 한 나이트클럽에서 친구인 알렉산더 리오스와 춤을 추다 신원미상의 젊은 일행과 시비가 붙어 몸싸움을 벌인 끝에 4발의 총을 맞아 사망했다.